# 山口県立山口高等学校
山口県立山口高等学校（やまぐちけんりつ やまぐちこうとうがっこう,  英語: Yamaguchi Prefectural Yamaguchi High School）は、山口県山口市糸米一丁目に所在する公立高等学校。通称は、「山高」（やまこう）。

## 概要
歴史
1816年（文化13年）に上田鳳陽が興した「山口講堂」の流れをくむ「山口県立山口中学校」を前身とする。山口中学校が開校した1870年（明治3年）を創立年としている。
2016年（平成28年）に創基200周年、2020年（令和2年）に創立150周年を迎えた。
校訓
「至誠剛健」
校章
校名の「山」と「高」の文字（縦書き）を組み合わせている。
校歌
1950年（昭和25年）に制定。作詞は清川妙、作曲は石井洋之助による。歌詞は3番まであり、各番に校名の「山高」が登場する。また校歌とは別に「熱球」という応援歌がある。
旧校歌
- 山口県立山口中学校 - 作詞は河島雅弟、作曲は黒部峰蔵による。歌詞は3番まであり、校名は歌詞に登場しない。

設置課程・学科
- 全日制課程 2学科
  - 普通科
  - 理数科

カリキュラム
全日制課程は2000年度（平成12年度）より従来の3学期制に代わって前期（4 - 9月）と後期（10 - 3月）の2学期制を導入した。また授業時間を従来の1時間当たり50分から65分に拡大した。
進学状況（全日制課程）
国公立大学では地元の山口大学の合格者数が突出して多く、次いで岡山大学や広島大学、九州大学が続く。私立大学では立命館大学、福岡大学、西南学院大学への進学者が多い。また東京大学や大阪大学、早稲田大学、慶應義塾大学といった難関大学への進学者が毎年数名いる。
同窓会
県外では東京都、近畿（大阪市）、広島市、福岡市に、県内では山口市（阿知・阿東）、防府市、下関市、宇部市、美祢市、萩市に支部を置く。中には「鴻城会」と称している支部もある。

## 沿革

### 前史
明治以前
- 1816年（文化13年） - 上田鳳陽が「山口講堂」を創立。
- 1845年（弘化2年）- 「山口講習堂」と改称。
- 1861年（文久元年）- 長山（現山口県立山口博物館敷地）に移転改築。
- 1863年（文久3年） - 山口講習堂を「山口明倫館」と改称。

山口中学校・山口県立山口高等学校（初代）
- 1870年（明治3年）- 山口明倫館を「山口県立山口中学校」と改称。（創立年）
- 1872年（明治5年）- 「山口県立山口変則中学校」と改称。
- 1873年（明治6年）- 「山口県立山口変則小学校」と改称。
- 1875年（明治8年）- 「毛利家立鴻城学舎」となる。
- 1878年（明治11年）- 再び「山口中学校」となる。
- 1880年（明治13年）- 県立移管により「山口県立山口中学校」と改称。尋常中学科と高等中学科を設置。
- 1886年（明治19年）- 官立（国立）山口高等中学校が設置され、高等中学科を移管。
- 1887年（明治20年）- 山口県立山口高等小学校に別科が設置され、同年「山口県立山口学校」として分離独立。
- 1890年（明治23年）- 移管により「私立防長教育会山口中学校」となる。
- 1895年（明治28年）- 私立防長教育会山口中学校の校舎と生徒を継承、官立山口高等学校予科生徒を編入の上、「山口県尋常中学校」と改称。
- 1901年（明治34年）- 「山口県立山口中学校」と改称。補習科を設置。
- 1919年（大正8年）- 官立（国立）山口高等学校が開校。
- 1922年（大正11年）- 旧制山口高等学校講堂（現・記念館）が完成。
- 1943年（昭和18年）- 校舎を改築。補習科を廃止。
- 1947年（昭和22年）4月1日
  - 学制改革（六・三制の実施）により、旧制中学校の募集を停止の上、新制中学校を併設（以下・併設中学校）
    - 同年3月時点で旧制中学1・2年生の生徒を新制中学2・3年として収容。
- 1948年（昭和23年）
  - 3月31日 - 山口県立山口中学校（旧制）が廃止される。
  - 4月1日 - 学制改革（六・三・三制の実施）により「山口県立山口高等学校」（新制高等学校、男子校）となる。併設中学校を継承。通信教育部を設置。
    - 併設中学校・他の新制中学校の卒業生を新制高校1年生、旧制中学4年生を新制高校2年生、旧制中学卒業生の希望者を新制高校3年生として収容。
- 1949年（昭和24年）3月31日 - 最後の卒業生[2]を送り出し、併設中学校を廃止。

山口商業（工業）学校・山口県立山口第二高等学校
- 1936年（昭和11年） - 「財団法人山口商業学校」（私立）が開校。
- 1944年（昭和19年） - 県立移管により「山口県立山口商業学校」と改称。山口県立山口工業学校（航空科・建築科・土木科）を開設[3]。
- 1946年（昭和21年） - 山口県立山口商業学校が廃止され、「山口県立山口第二中学校」が設置される。
- 1948年（昭和23年）4月1日 - 学制改革（六・三・三制の実施）により、「山口県立山口第二高等学校」（男子校）と改称。普通課程・機械課程・建築課程・土木課程を設置。

山口県立山口東高等学校
- 1949年（昭和24年）4月1日 - 山口県立山口高等学校と山口県立山口第二高等学校が統合され、「山口県立山口東高等学校」となる。男女共学を開始。
  - 全日制（普通課程・商業課程・工業課程）、定時制夜間部（商業課程・普通課程）、通信教育部を設置。

山口高等女学校・山口県立山口西高等学校
- 1887年（明治20年）- 「私立山口女学校」が開校。
- 1890年（明治23年）- 「私立山口高等女学校」となる。
- 1897年（明治30年）- 「私立毛利高等女学校」と改称。
- 1900年（明治33年）- 県立移管に伴い、「山口県立山口高等女学校」と改称。
- 1948年（昭和23年）4月1日 - 学制改革（六・三・三制の実施）により、「山口県立山口女子高等学校」と改称。定時制昼間部を設置。
- 1949年（昭和24年）4月1日 - 「山口県立山口西高等学校」と改称。男女共学を開始。

### 山口県立山口高等学校（2代目、現在）
- 1950年（昭和25年）
  - 4月1日 - 山口県立山口東高等学校と山口県立山口西高等学校の2校が統合され、「山口県立山口高等学校」（現校名）となる。
    - 全日制（普通課程・商業課程・工業課程）・定時制（昼間部・夜間部）・通信教育部を設置。

  - この年 - 校歌を制定。
- 1951年（昭和26年）3月31日 - 昼間定時制と工業課程を廃止。
- 1952年（昭和27年）1月22日 - 夜間の火事により、東校舎の大半を焼失。そのため、山口大学から経済学部10教室・教育学部寮棟18教室を借用し、授業を継続。
- 1953年（昭和28年）1月末 - 焼失した東校舎跡に新校舎4棟が完成。定時制教育及び通信教育振興会を設立。
- 1954年（昭和29年）9月 - 山口大学文理学部校舎と、東校舎を交換。
- 1955年（昭和30年）4月 - 山口県立山口中央高等学校を分離。
- 1956年（昭和31年）- 陸上自衛隊山口駐屯地内に定時制分教室（以下・自衛隊分教室）を設置。
- 1957年（昭和32年）- 定時制自衛隊分教室を廃止。
- 1962年（昭和37年）4月1日 - 通信教育部を通信制課程と改称。
- 1963年（昭和38年）4月1日 - 山口県立下関西高等学校の通信制課程を統合。日本放送協会学園高等学校（現在のNHK学園高等学校）の協力校となる。
- 1967年（昭和42年）- 普通教室棟（第一期工事）が完成。
- 1968年（昭和43年）- 理科教室棟、普通科教室（棟二期工事）が完成。
- 1969年（昭和44年）
  - 4月1日 - 全日制課程に理数科を設置。
  - 8月 - 記念碑「ああ、青春乱舞の地」を建立。
  - この年 - 体育館が完成。グラウンドに屋外照明（ナイター）施設が完成。
- 1970年（昭和45年）
  - 4月1日 - 通信制課程に衛生看護科を設置。
  - この年 - 管理棟が完成。
- 1971年（昭和46年）- 記念館を移築。
- 1972年（昭和47年）- 正門を整備。動員生徒犠牲者の碑（平和の母子像）を建立。
- 1973年（昭和48年）
  - 8月 - 通信制課程設置25周年を記念し、記念碑「灯窓」建立。
  - 11月 - 自転車置場が完成。
- 1974年（昭和49年）
  - 3月31日 - 相親寮を閉鎖。定時制課程商業科を廃止。
  - 8月 - 柔剣道場が完成。
- 1975年（昭和50年）
  - 3月 - 体育館1階に給食室と購買部が完成。
  - 4月 - 旧山中時鐘灯を中庭に建設。
- 1976年（昭和51年）
  - この年 - 西側中庭に庭園が完成。
  - 2月26日 - 夜間の火事により、運動場北側部室の大半を焼失。
  - 10月 - 運動場北側部室を再建。
- 1977年（昭和52年）
  - 3月 - 日本放送協会学園高等学校協力校を廃止。
  - この年 - 商業科棟が完成。家庭科教室を増開設。
  - 7月 - グラウンド・庭球コートを改装。普通科教室棟間の中庭が完成。商業科棟の横にテニスコートを増設。
  - 8月 - 全国高等学校総合体育大会ハンドボールの会場となる。
  - 10月 - 合宿所（相親館）を移設。
- 1978年（昭和53年）
  - 2月 - 体育館の北側に藤棚が完成。
  - 8月 - 「山中[4]健児の碑」が旧制山口中学校の跡地に建立。
- 1979年（昭和54年）3月 - サーキット・トレーニングコースを設置。
- 1981年（昭和56年）10月 - 防球ネットを新設。
- 1984年（昭和59年）3月 - 生徒の急増対策として仮設教室を新築。
- 1986年（昭和61年）
  - 3月 - 山口県立西京高等学校（普通科・事務科・情報処理科）の新設にともない、商業科の生徒募集を停止。
  - 8月 - 全国高等学校総合体育大会登山競技の開会式場となる。
- 1988年（昭和63年）
  - 3月31日 - 商業科を廃止。
  - 4月 - トレーニング室を設置。
- 1990年（平成2年）
  - 4月 - 隔週学校週5日制試行を開始。
  - 8月 - 都市計画街路改良工事のために、グラウンド施設の一部を取り壊す。
- 1991年（平成3年）
  - 7月 - 自転車置場兼卓球場が完成。
  - 9月 - 台風19号により合宿所が倒壊したため、解体。
- 1992年（平成4年）3月 - 災害復旧事業により、新合宿所が完成。
- 1994年（平成6年）3月 - クラブ室を新築。
- 1995年（平成7年）4月 - 通信制課程において単位制を導入。
- 1997年（平成9年）9月 - 大規模改造工事用の仮設校舎が完成。
- 1998年（平成10年）
  - 3月 - 体育館を改修。本館棟（東側）の大規模改造を実施。
  - 9月 - 本館棟（西側）の大規模改造を実施。
- 1999年（平成11年）
  - 3月 - 普通教室棟（西側）の大規模改造を実施。プール・記念館を改修。
  - 4月 - 記念館[5]が文化庁の指定有形文化財建造物に登録される。
  - 4月1日 - 通信制課程で2学期制を導入。
  - 12月 - 普通教室棟（東側）の大規模改造工事を実施。
- 2000年（平成12年）
  - 1月 - 新築校舎完成のため、仮設校舎を解体。
  - 4月 - 全日制課程で2学期制・65分授業を開始。
  - 8月 - 校訓碑「至誠剛健」を建立。
- 2002年（平成14年）
  - 1月 - 普通教室にストーブを設置。
  - 3月 - 校内LANを整備。
  - 4月1日 - 定時制課程で2学期制を導入。
- 2004年（平成16年）4月15日 - 文部科学省よりスーパーサイエンスハイスクールに指定される。（2007年（平成19年）3月31日までの3年間）
- 2006年（平成18年）4月1日 - 普通教室棟に空調を設置。定時制課程で単位制を導入。
- 2007年（平成19年）2月 - 生徒会公式マスコットキャラクターが決定（愛称:ごわす君）。
- 2008年（平成20年）4月 - 山口県立徳佐高等学校の敷地内に山口高等学校徳佐分校を設置[6]。
- 2014年（平成26年）3月 - 理科教室棟建て替え用の仮設校舎が完成。
- 2016年（平成28年）7月 - 旧理科教室棟跡地に特別教室棟が完成。
- 2020年（令和2年）7月 - 県央部多部制定時制・通信制高校（山口県立山口松風館高等学校）の設置にともなう、2022年度からの定時制、通信制課程の募集停止および、通信制課程の校舎移動（2021年度入学生までは山口高校通信制在籍のまま）を発表[7]。
- 2025年（令和7年）3月 - 徳佐分校を廃止。通信制課程[8]、定時制課程[9]を廃止

## 学校行事
2学期制
全日制課程
前期
- 入学式
- 身体測定、スポーツテスト
- 山高総体 - 山高で最も大きな行事。通常、維新百年記念公園を借り切って行われる。
- 合唱大会
7月（夏休み前の2日間）に行われるクラス対抗の合唱大会。まず学年別で予選が行われ、各学年上位3クラスが決勝で歌を披露。全学年より1 - 3位及び奨励賞（4位にあたる）のクラスが選ばれる。
- 銀鐘祭
他校でいうところの文化祭である。1998年（平成10年）の山口サビエル記念聖堂再建にあやかり同年より「文化祭」から名称を変更した。以前は丸々2日間開催で2日とも一般公開していたが、学級数の減少や授業時間・銀鐘祭の準備時間の確保などを理由に、2008年（平成20年）に1日目が午前中の全体公演のみに縮小され、午後の時間は翌日のクラス企画などの準備に充てられることとなった。また、これに伴い一般公開が2日目のみとなったが、翌2009年（平成21年）は1日目午前中も一般公開されることになった。

後期
- マラソン大会 - 維新百年記念公園を使用し行われる。男子6.1km、女子4.2kmだったが2019年より男子5km女子4kmに変更になった。
- クラスマッチ - 年の瀬に行われるスポーツイベント。2年生までが参加。
- 卒業式
- 萩往還を歩く会
山口高校・萩高校両生徒会の主催で行われる。萩往還のうち萩 - 山口間を一日かけて歩く。もともと山口高校生徒会単独での行事であったが、山口・萩両高校の創立130周年を記念し、2001年（平成13年）より共同開催となり現在に至る。例年、3月中旬に行われる。2020年は、新型コロナウイルスの流行により中止された。

## 部活動
全日制課程
運動部
- 陸上部
- 水泳部
- バスケットボール部
- ハンドボール部
- サッカー部 - 1980年（昭和55年）1月第58回全国高等学校サッカー選手権大会に出場。
- ラグビー部
- テニス部
- ソフトテニス部
- 卓球部
- バドミントン部
- 柔道部
- 剣道部
- 弓道部
- 野球部 - 旧制中学校時代の1933年（昭和8年）第10回選抜中等学校野球大会（春のセンバツ）に出場。
- バレーボール部
- 山岳部

文化部
- 文芸部
- 英語部
- 軽音楽部
- 写真部
- 演劇部
- 新聞部
- JRC（Junior Red Cross）
- 天文部 - 後に天体写真家・イラストレーターとなる藤井旭により創設。
- 物理部
- 化学・生物部 - 2016年にストックホルム水大賞とICEFに出場
- 管弦楽部
- 美術部
- 囲碁部
- 放送部
- 書道部
- 合唱部
- 茶道部

## 著名な出身者
政界
- 市川正一（中15期） - 戦前の日本共産党幹部、コミンテルン執行委員
- 岸信介（中20期） - 衆議院議員、第56・57代内閣総理大臣
- 細迫兼光（中21期） - 衆議院議員、小野田市長
- 佐藤栄作（中24期） - 衆議院議員、第61・62・63代内閣総理大臣、ノーベル平和賞
- 安倍晋太郎（中48期） - 衆議院議員、外務大臣
- 小沢克介（普12期） - 衆議院議員、弁護士、社会党副書記長
- 二井関成 -（普67期）元山口県知事
- 渡辺純忠 -（普69期）元山口市長
- 伊藤青波 -（普78期）山口市議会議員
- 福江俊喜 -（普65期）労働運動家、元原水爆禁止山口県協議会筆頭代表理事

官界・法曹
- 宇山智哉 - 世界貿易機関（WTO）事務局長上級補佐官、サンフランシスコ総領事
- 河村又介 - 元最高裁判所判事、元九州帝国大学教授
- 野口泰 - サンフランシスコ総領事、元サンパウロ総領事
- 山本麻里 - 厚生労働省社会・援護局長

実業
- 鮎川義介（中3期） - 日産コンツェルン創始者
- 中安閑一（中20期） - 元宇部興産社長、会長
- 杉道助（中退） - 海外市場調査会（現 ジェトロ）設立者、大阪商工会議所会頭、八木商店社長 / 萩中学へ転校
- 板野学（中24期）- 元KDD社長
- 赤司俊雄 - 元三和銀行頭取
- 中村良夫（中42期） - ホンダF1初代監督、本田技研工業常務取締役
- 多田公煕（中46期） - 元中国電力社長、元中国経済連合会会長
- 徳力基彦（理40期） - アジャイルメディア・ネットワーク共同創業者・元社長、noteプロデューサー、ブロガー
- 中村長芳（中48期） - 岸信介総理大臣秘書官、プロ野球ロッテ・オリオンズオーナー、福岡野球株式会社オーナー
- 八木重二郎（普10期） - 初代東日本高速道路会長
- 金子惠治 - 元セントラル硝子社長
- 佐々木英治 - 元宇部興産副社長、元TYSテレビ山口社長、元山口県立高等学校同窓会会長[11]
- 齋藤宗房 - 山口トヨタ自動車社長、テレビ山口社長。
- 十時裕樹 - ソニーグループ代表執行役社長兼CFO
- 吉川征治 - エックスネット創業者・初代社長
- 渡辺一秀 - マツダ会長、日本自動車工業会副会長、中国経済連合会副会長

学者
- 河上肇（中1期） - 経済学者、元京都帝国大学教授
- 河田嗣郎 - 経済学者、元京都帝国大学教授、大阪商科大学（現・大阪市立大学）初代学長
- 河野真太郎 - 英文学者、一橋大学准教授
- 工藤教孝 - 経済学者、名古屋大学教授
- 高岡熊雄（中退） - 農学者、第3代北海道帝国大学総長
- 島田幸典 （普97期）- 政治学者、京都大学教授
- 渡辺勝正 - 日本史家、大正出版社長
- 藤田昌久 - 経済学者、京都大学名誉教授
- 松永昌三 - 歴史学者、岡山大学名誉教授、茨城大学名誉教授、日本女子大学教授

文学・芸術等
- 種田山頭火（中7期） - 俳人
- 嘉村礒多 - 私小説家
- 国木田独歩 - 作家
- 重松清（普31期） - 作家
- 中原中也（中退） - 詩人
- 飛鳥高 - 小説家
- 桑野聖 - ヴァイオリン奏者・作曲家・編曲家
- 吉田正 - 写真家
- 丸山誠治 - 映画監督
- 原一男 - 映画監督
- 大塚康生 - アニメーター
- フルカワユタカ （普102期）- ミュージシャン
- 藤井旭 - 天体写真家
- 津田秀樹 - 受験研究家
- 渡辺千秋(現・田中千秋)- 歌手、女優、現・山口県長門市議会議員　※2014年(平成26年)通信制課程卒業

マスメディア
- 藤井克典 - NHKアナウンサー
- 山本哲也 - NHKアナウンサー
- 水津邦治 - テレビユー福島アナウンサー
- 外賀幸一 - ミヤギテレビアナウンサー

スポーツ
- 宮成隆 - 元レノファ山口FC監督・GM
- 平田英治 - 元プロサッカー選手、現徳島ヴォルティストップチームコーチ
- 渡辺一夫 - プロ野球選手（元大阪タイガース）
- 御園生崇男 - プロ野球選手
- 藤本伸 - プロ野球選手

軍人
- 田中頼三 - 海軍中将
- 金沢正夫 - 海軍中将
- 秋枝三郎 - 海軍中佐
- 志賀淑雄 - 海軍少佐 / 真珠湾攻撃時の第一次攻撃隊制空隊第一隊長
- 阿部善次 - 海軍少佐 / 真珠湾攻撃時の第一次攻撃隊（第二波攻撃）爆撃隊（第2中隊第25小隊）にて戦艦アリゾナ艦橋付近に着弾させている。

## 交通アクセス
最寄りの鉄道駅
- JR西日本　山口線 「山口駅」から徒歩20分

最寄りのバス停
- 防長交通（防長バス）「商工会館前」バス停

最寄りの道路
- 山口県道21号山口防府線沿い
- 国道9号（山口バイパス）「白石」交差点
- 中国自動車道（高速道路）「山口IC」または「小郡IC」から車で15分
- 山陽自動車道（高速道路）「防府東ICから車で30分

## 周辺
- 山口大学教育学部附属山口中学校・小学校・幼稚園
- 山口市立白石中学校
- 山口市立白石小学校
- 山口市役所山口総合支所
- 山口市消防本部
- 山口県庁
- 山口県立美術館
- 山口県立山口博物館
- 山口県立山口図書館
- 山口サビエル記念聖堂

## 舞台となった作品
- 瞬きもせず - 紡木たくの漫画。本校を舞台のモデルにしたとされている[要出典]。